# بئر العبد
بئر العبد شهری در استان سینای شمالی در شمال شرقی مصر است. این شهر در جاده ساحلی بین‌المللی در سواحل دریاچه بردوآیل واقع شده‌است.